# Palacio de Altamira (Elche)
El palacio de Altamira, también conocido como Alcázar de la Señoría, es un edificio histórico que está situado en el centro de la ciudad española de Elche, a orillas del río Vinalopó.
En 1961, el palacio fue declarado monumento histórico-artístico,
por lo que es  Bien de Interés Cultural con categoría de  Monumento.

## Historia
El castillo palacio de Altamira o Alcázar de la Señoría fue construido a finales del siglo XV por el noble castellano Gutierre de Cárdenas, primer señor de la ciudad, tras haber vuelto a la Corona con los Reyes Católicos, convirtiéndolo en su residencia habitual. No obstante, es probable que fuera construido sobre una obra anterior del siglo XII o XIII, que formaría parte de las defensas de la villa amurallada almohade. 
Perteneció a los condes de Altamira.
En abril de 1939, finalizada la Guerra Civil, las tropas franquistas habilitaron el edificio como campo de concentración de prisioneros republicanos. Los allí internados sufrieron tal nivel de hacinamiento que grupos de cautivos fueron desalojados con destino a otros recintos de la localidad. Más adelante, el palacio pasó a tener la consideración de «campo prisión».
Actualmente está restaurado y en perfecto estado de conservación albergando el Museo Arqueológico y de Historia de Elche.

## Características
Su planta es poligonal, y sus elementos más excelentes son la sólida torre mayor cuadrangular y los torreones cilíndricos que protegen sus esquinas. 

## Galería

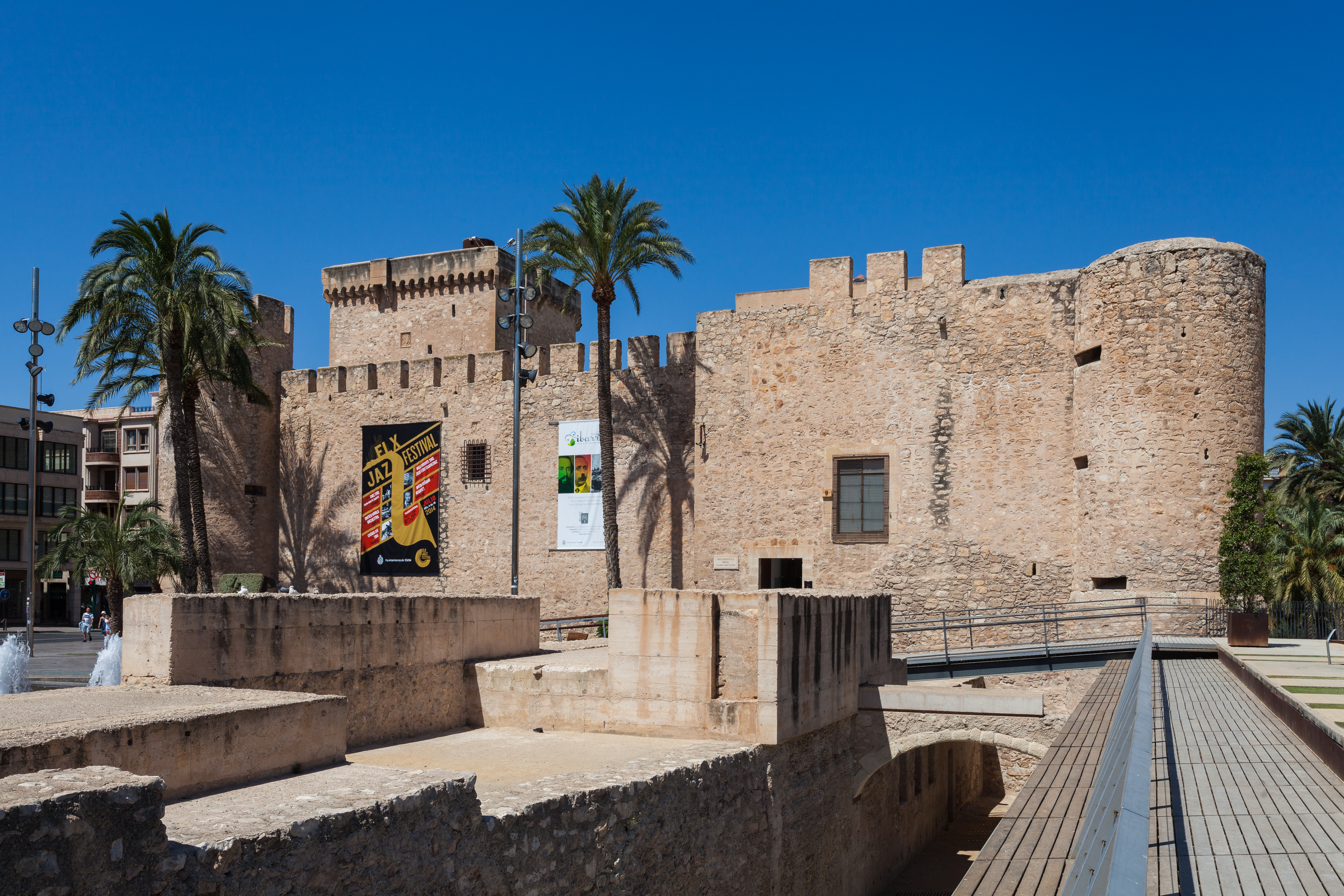
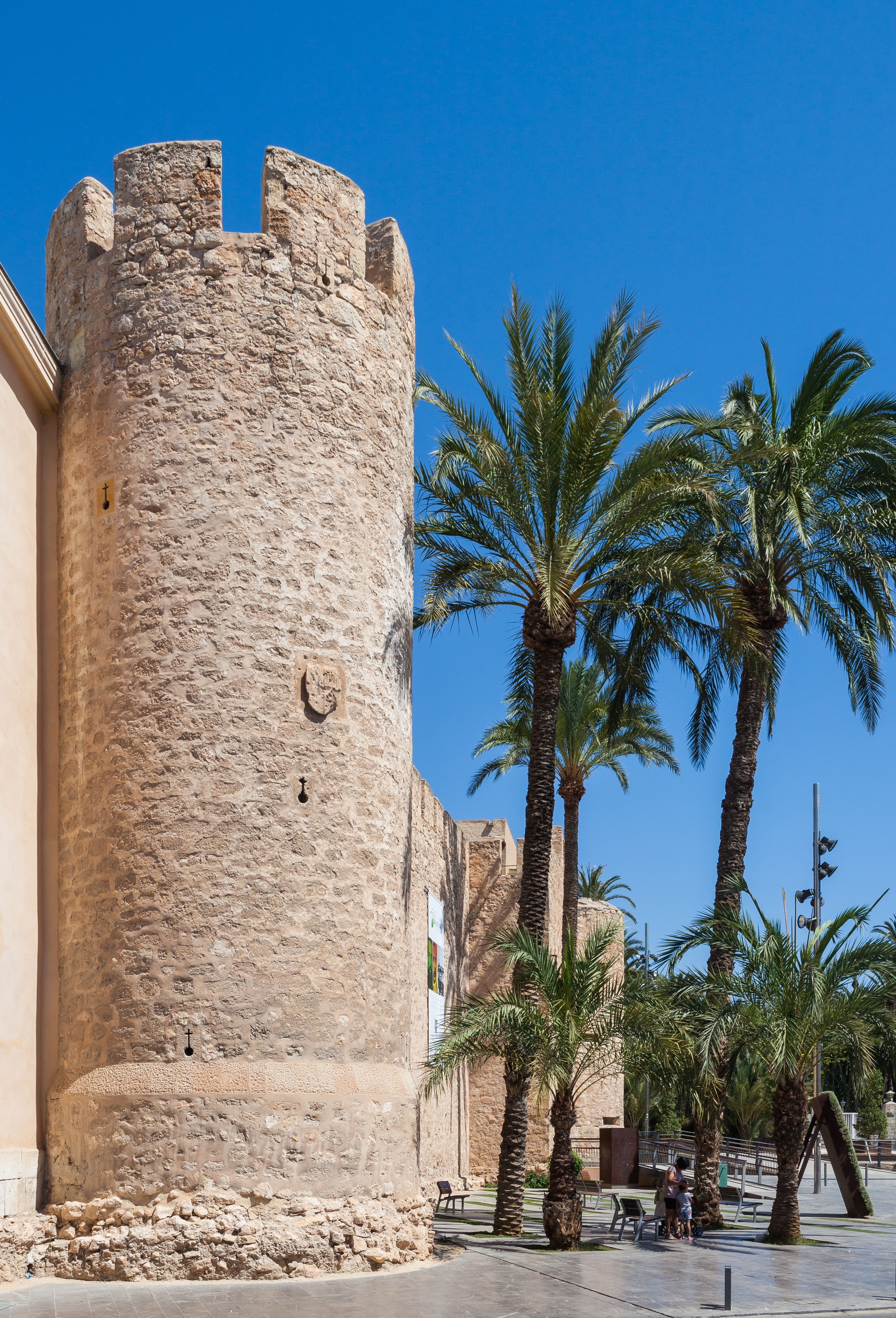
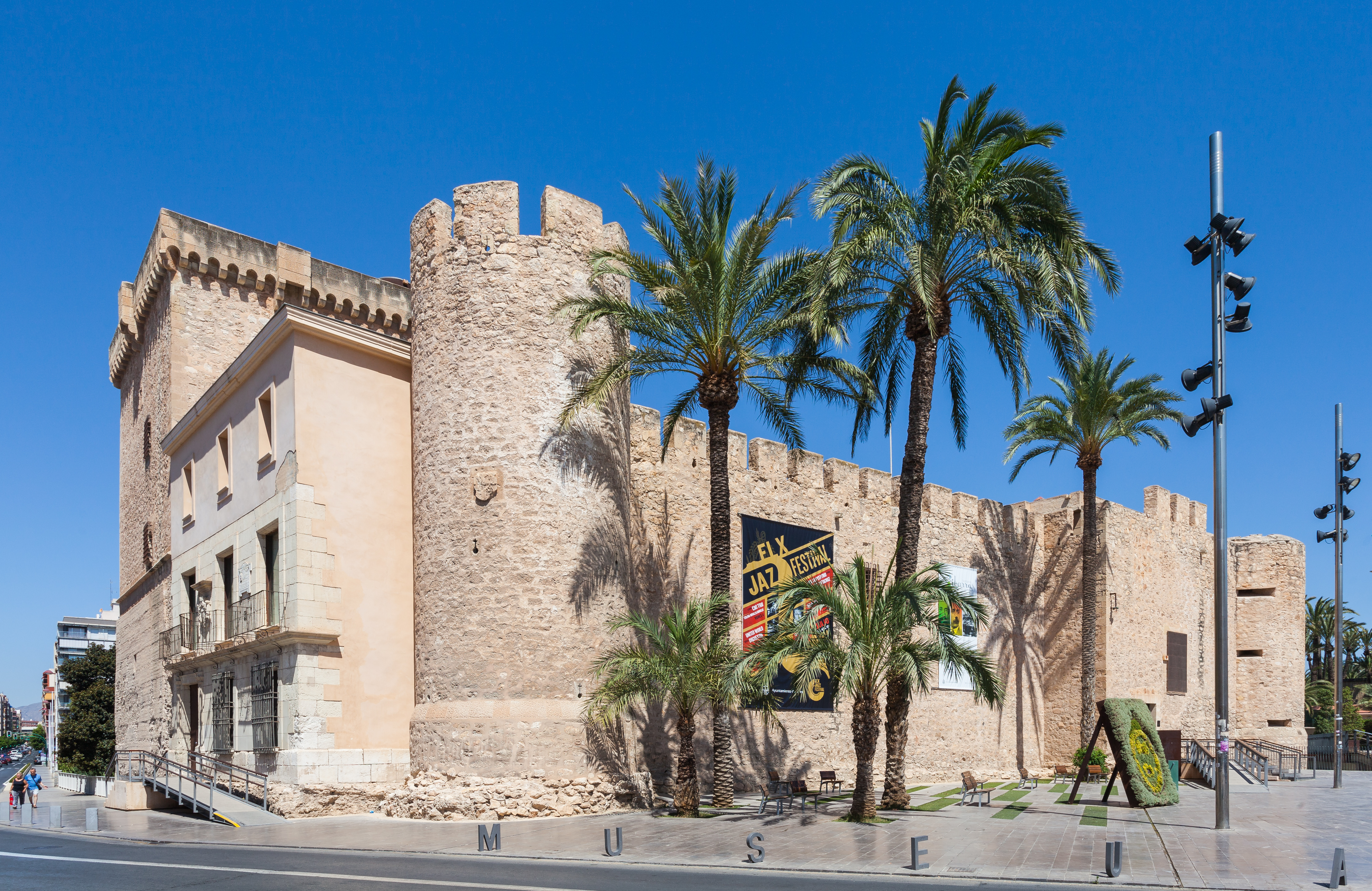
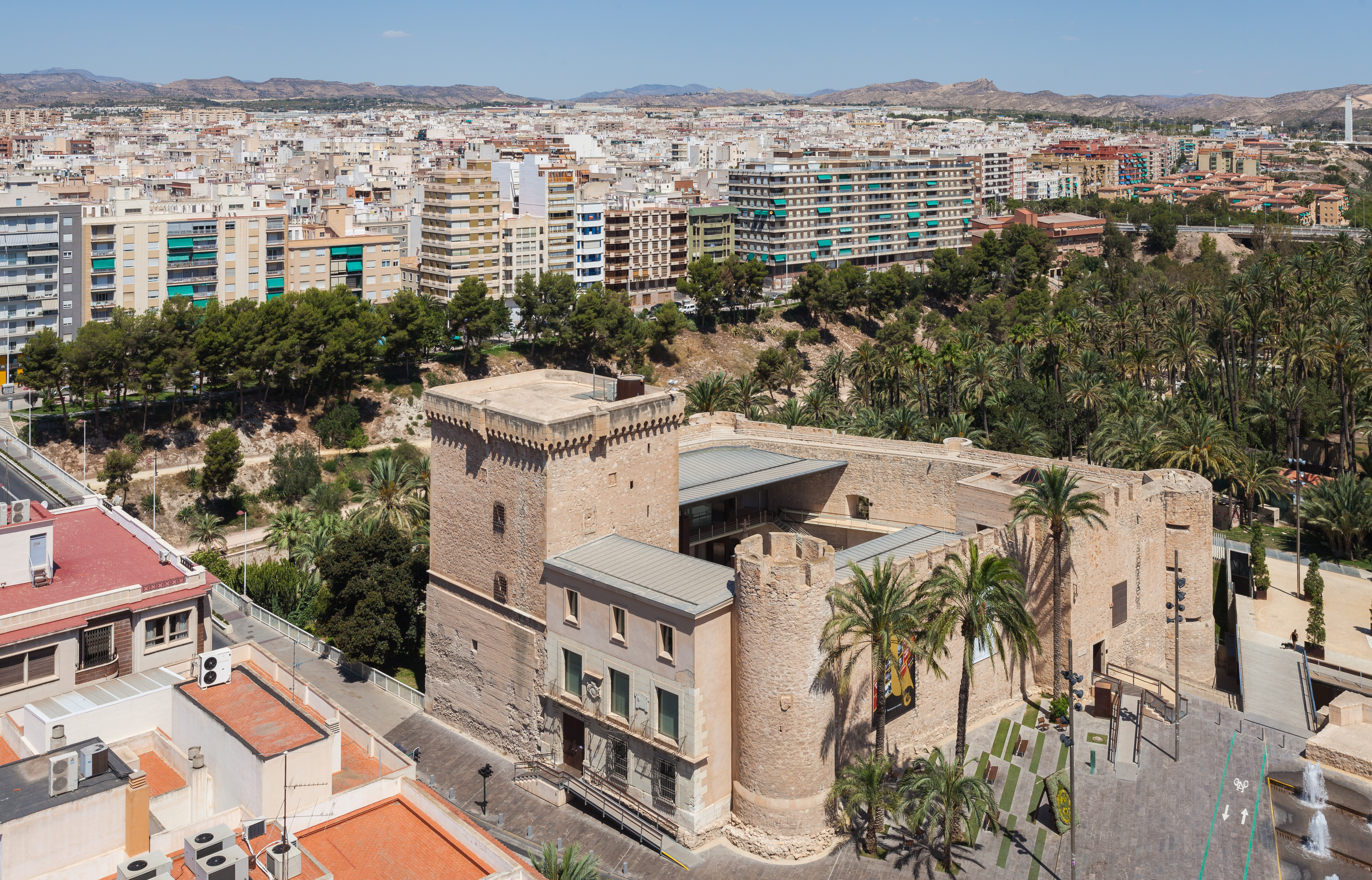